# David Leavitt
David Leavitt (ur. 23 czerwca 1961 w Pittsburghu) – amerykański pisarz.

## Życiorys
Dzieciństwo spędził w mieście Palo Alto, w Kalifornii. Jest absolwentem Uniwersytetu Yale (w New Haven).
Otwarcie przyznaje się do swojej homoseksualnej orientacji seksualnej. Od ćwierć wieku jest w związku partnerskim z Markiem Mitchellem, wydawcą literatury, autorem wspólnych książek o Włoszech i esejów o literaturze gejowskiej.
Od wielu lat dzieli swój czas między życiem w Stanach Zjednoczonych, nauczając pisania kreatywnego (na przykład na Uniwersytecie Florydy, w Gainesville), a wielomiesięcznymi pobytami w Toskanii we Włoszech. Nauczał również na Uniwersytecie w Princeton (w New Jersey).

## Kariera

### Family Dancing
Międzynarodową popularność zdobył w 1984 zbiorem opowiadań Family Dancing, który został też nominowany do nagrody National Book Critics Circle Award w Stanach Zjednoczonych.

### Zapomniany język żurawi
Jego do dzisiaj największym sukcesem międzynarodowym jest powieść The Lost Language of Cranes (1986), która w 1996 ukazała się również w polskim przekładzie pod tytułem Zapomniany język żurawi. Powieść ta została też w 1991 zekranizowana przez korporację medialną BBC dla USA jako film telewizyjny pod tym samym angielskim tytułem (The lost language of Cranes) z Brianem Cox, Angusem Macfadyen i Coreyem Parker w rolach głównych.

### The Page Turner–Food of Love
Popularnością cieszy się też jego powieść The Page Turner (1998), która w 2001 została zekranizowana pod tytułem Food of Love z Kevinem Bishop, Juliet Stevenson i Paulem Rhys w rolach głównych. Film ten dostał się też w 2001 w ramach Międzynarodowego Festiwalu Filmowego w Berlinie (Berinale) do grona filmów ubiegających się o nagrodę Teddy, najbardziej prestiżową międzynarodową nagrodę dla filmów o tematyce LGBT.

### The Indian Clerk
W 2009 jego powieść The Indian Clerk (2007) dostała się do ścisłej czołówki International IMPAC Dublin Literary Award, która to nagroda wyróżnia dzieła literackie w języku angielskim oraz takie, które ukazały się w języku angielskim w danym roku.

### Subtropics
Leavitt jest wspólnie z Markiem Mitchell redaktorem naczelnym literackiego magazynu Subtropics, wydawanego przez Uniwersytet Florydy.

### Włochy
Długoletni pobyt we Włoszech i doskonała znajomość języka pozwalają mu samodzielnie tłumaczyć własne powieści na język włoski, jak i pisać przewodniki turystyczne oraz eseje i artykuły kulturalno-naukowe o Włoszech.
Leavitt cieszy się także, po krajach angielskojęzycznych, największą popularnością we Włoszech.
Fascynacja Florencją stała się też podstawą do napisania w 2003, wspólnie ze swoim życiowym partnerem, przewodnika kulturalno-turystycznego o tym mieście pod tytułem Florence, A Delicate Case (tytuł wydania niemieckojęzycznego Gebrauchsanweisung für Florenz).

## Utwory
Powieści
- Zapomniany język żurawi (pol.) (1996) (ang. The Lost Language of Cranes (1986))
- Equal Affections (1989)
- While England Sleeps (1993, poprawiona i nowo wydana w 1995)
- The Page Turner (1998)
- Martin Bauman; or, A Sure Thing (2000)
- The Body of Jonah Boyd (2004)[16]
- The Indian Clerk (2007)

Zbiory opowiadań
- Family Dancing (1984)
- A Place I’ve Never Been (1990)
- Arkansas (1997)
- The Marble Quilt (2001)

Eseje
- Italian Pleasures (1996) (współautor Mark Mitchell)
- Pages Passed from Hand to Hand: The Hidden Tradition of Homosexual Literature in English from 1748 to 1914 (1997) (współautor i współwydawca Mark Mitchell)
- In Maremma: Life and a House in Southern Tuscany (2001) (współautor Mark Mitchell)

Biografia
- The Man Who Knew Too Much: Alan Turing and the Invention of the Computer (2005)

Przewodnik literacki
- Florence, A Delicate Case (2003)

Jako wydawca
- The Penguin Book of Gay Short Stories (1994) (współwydawca Mark Mitchell)
- The New Penguin Book of Gay Short Stories (2003) (współwydawca Mark Mitchell)